# Anže Logar
Anže Logar (Lubiana, 15 maggio 1976) è un politico sloveno, ministro degli esteri della Slovenia dal 2020 al 2022.

## Biografia
Laureatosi in economia a Lubiana nel 2000, Logar inizia a lavorare nella divisione marketing di una banca del gruppo Société générale. In vista dell'entrata della Slovenia nell'Unione europea, si trasferisce a Bruxelles per lavorare come consigliere dei neomembri sloveni del Parlamento europeo del PPE. Entra poi nel Governo di Janez Janša come capo delle pubbliche relazioni per gli affari europei (dal 2006 al 2007) e poi come direttore dell'Ufficio comunicazioni del Governo (dal 2007 al 2008). Nel 2008 è stato anche portavoce ufficiale della presidenza slovena del Consiglio dell'Unione europea.
Alle elezioni del 2014 viene eletto per la prima volta all'Assemblea nazionale nelle liste del Partito Democratico Sloveno dove presiede una commissione d'inchiesta sugli avusi del sistema bancario sloveno. Viene poi rieletto nel 2018.
Nel 2020 viene nominato ministro degli affari esteri nel terzo Governo di Janez Janša. Nella sua relazione introduttiva al Parlamento ha citato come priorità l'espansione della rete diplomatica slovena, una migliore collaborazione con il Ministero della difesa e il rafforzamento delle relazioni con la vicina Croazia. La sua nomina è quindi stata approvata dalla commissione esteri dell'Assemblea nazionale con 13 voti a favore e 7 contrari.